# Aleksandar Stojković
Aleksandar Stojković ([Александар Стојковић; sinh 15 tháng 8 năm 1990 ở Sombor) là một tiền vệ bóng đá Serbia, thi đấu cho Dinamo Vranje.